# The Origin of Love
The Origin of Love é o terceiro álbum de estúdio do cantor e compositor Mika. O álbum foi lançado na França em 17 de setembro de 2012 e no Reino Unido em 8 de outubro de 2012. Já vendeu mais de 500 mil cópias ao redor do mundo e mais de 100 mil apenas na França.

## Temas
Mika trabalhou com o seu inseparável produtor Greg Wells mas também inovou chamando Nick Littlemore com quem nunca havia trabalhado e também vários outros como Dan Wilson e Klas Ahlund. A equipe contribuiu tanto para a composição como para a produção. Mika confirmou a gravação do álbum em vários locais, incluindo Montreal, Miami e Suécia.
O cantor definiu o som do álbum como algo mais simples e com menos camadas do que o seu segundo CD de estudio The Boy Who Knew Too Much e que o The Origin of Love é um álbum sobre lidar com a fase adulta afirmando que mesmo sendo um registro sério ainda tem músicas alegres.
Falando ainda sobre o seu novo álbum:
| “ | Eu encontrei o conceito. Fui escrever 12 canções de amor, cada uma de uma honestidade tão brutal quanto possível. Não tenham medo, vocês não vão ouvir sintetizadores nesse disco. Eu queria fazer canções de amor como nunca existiram antes. Durante, eu tinha um pouco da loucura dos grandes, mas depois de tudo, por que não? Se eu não me permitisse fazer isso, então não me restaria nada além de me prender no medo. Eu prefiro ser um príncipe do que me sentir como um prisioneiro. | ” |

Em uma entrevista para a revista French magazine, Mika alegou que o estilo musical do álbum irá incluir elementos de Daft Punk e Fleetwood Mac.
A capa do álbum foi liberada nas suas redes sociais em Agosto de 2012 e traz uma arte diferente dos seus dois primeiros álbums.

## Faixa a Faixa
A faixa que abre o álbum e deu nome ao mesmo, "Origin of Love" foi uma das primeiras a serem escritas por Mika em seu apartamento no Rio de Janeiro e teve a ajuda do cantor "Nick Littlemore" do duo eletronico "Empire Of The Sun" sendo assim sua letra inspirada na "quase morte" de sua irmã "Paloma" e nas várias formas do amor.
"Lola" foi produzida em 4 horas num hotel em Miami e Mika acredita que a canção é uma mistura da banda "Fleetwood Mac" com o hit "Billie Jean" do também cantor "Michael Jackson".
"Stardust" segundo Mika tem é um de seus refrões mais dificeis de cantar ao vivo.
A letra de "Make You Happy" trata-se de uma visão futuristica do amor e a música demonstra uma conversa entre ele e um robô. A faixa é também uma das favoritas de Mika.
"Underwater" atingiu o #12 na França e #7 nas paradas músicais da Bélgica se tornando assim um dos seus singles de sucesso. Também foi usada em um comercial para TV de relógios de pulso.
"Overrated" era uma demo não lançada do seu primeiro CD Life In Cartoon Motion e acabou vazando na internet anos atrás.
Mika revelou que a letra de "Kids" se trata de como ser criança é chato a maior parte do tempo.
"Love You When I'm Drunk" é uma das canções favoritas de Mika deste CD e a letra é tida como uma carta de rompimento quando Mika assume que realmente não ama uma certa pessoa, só quando está bêbado.
"Step with Me" foi escrita por Mika, "Hillary Lindsey" que também já escreveu letras para Miley Cyrus, Taylor Swift e Shakira e Mathieu Jomphe que já escreveu para Britney Spears e Ke$ha, o trio finalizou a música em apenas um dia dentro de um castelo francês.
"Popular Song" foi escrita por Priscilla Renea que já escreveu "Who Says" de "Selena Gomez" e "Watch n' Learn" da também cantora Rihanna. A letra da canção possui como temática lírica o bullying sofrido por adolescentes durante o período escolar. Para o lançamento do single Mika mudou o arranjo, reescreveu algumas coisas na letra e removeu os palavrões assim como a voz de Priscilla Renea a substituindo por Ariana Grande.
Existem duas versões para "Emily", uma em Inglês e outra em Francês chamada de "Elle me dit" que ficou em #1 na França por cinco semanas. Para produzir essa música Mika revelou que ao dia escrevia sua letra e a noite dormia no chão do estúdio.
"Heroes" tem uma das letras mais profundas do álbum tratando assim de homens que lutaram em guerras. Em entrevista concedida Mika revelou que a letra foi inspirada em um motorista de táxi que levava o cantor até o seu estúdio de gravação e o mesmo havia passando muito tempo no Iraque em tempos de guerra.
A ultima faixa do CD, "Celebrate" foi o primeiro single oficial do álbum e traz até então a comentada parceria de Mika com o famoso cantor e produtor Pharrell Williams. No começo a canção se chamaria "China Box" mas seu nome foi mudado ao longo de sua produção para seu nome oficial conhecida como "Celebrate".

## Canções notáveis
"Origin of Love" foi lançada como segundo single no Reino Unido em 3 de dezembro de 2012 e o vídeo da música estreou em 15 de setembro do mesmo ano sendo filmado em Santiago no Chile dirigido por Cristián Jiménez. O clipe apresentava cenas explícitas de um homem com uma mulher e ao mesmo tempo um relacionamento amoroso. O clipe passou em vários canais de música pelo Reino Unido e Chegou a posição #4 nos charts da Bélgica.
"Make You Happy" mesmo sem ser single ganhou um clipe dirigido por Mika e acessorado por Phillippe Paillé em Montreal no Canadá. O próprio cantor fez questão de destacar em seu site oficial que a canção é a primeira que ele quer que o público escute e é uma de suas músicas favoritas do álbum.

## Crítica
A recepção do álbum foi geralmente favorável. O portal Metacritic deu 69/100 pontos, comentando que a sonoridade do CD é mais limpa, séria e contida do que os seus outros registros anteriores e ainda comparou Underwater a Set Fire to the Rain da cantora Adele.
No AllMusic o álbum conseguiu 3/5 estrelas impondo que The Origin of Love é mais eletrônico e dançante do que os seus outros álbums.
Já nos os sites Idolator e The Guardian o álbum teve suas melhores notas sendo assim 4/5.
O jornal da Rolling Stone Argentino deu 3/5 estrelas para o o álbum comentando também o amadurecimento e o mais novo lado reflexivo de Mika impondo que este CD era o melhor de sua carreira.
O site Digital Spy deu 4/5 estrelas ao CD assim como o relevante jornal online The Guardian.

## Tracklist
| N.º            | Título                                    | Compositor(es)                                          | Produtores                                                       | Duração |  |
| 1.             | "Origin of Love"                          | Mika, Nick Littlemore, Paul Steel                       | Nick Littlemore, Greg Wells, Mika                                | 4:35    |  |
| 2.             | "Lola"                                    | Mika, Benjamin Garrett, Jodi Marr                       | Mika, Benjamin Garrett, Billboard                                | 3:43    |  |
| 3.             | "Stardust"                                | Mika, Wayne Hector, Benny Benassi, Alessandro Benassi   | Benny Benassi, Greg Wells                                        | 3:18    |  |
| 4.             | "Make You Happy"                          | Mika, Benjamin Garrett, Jodi Marr                       | Greg Wells, Benjamin Garrett, Mika                               | 3:09    |  |
| 5.             | "Underwater (canção)\|Underwater"         | Mika, Nick Littlemore, Paul Steele                      | Greg Wells, Mika, Nick Littlemore, Peter Mayes                   | 3:08    |  |
| 6.             | "Overrated"                               | Mika, Jodi Marr                                         | Klas Ahlund, Greg Wells                                          | 3:36    |  |
| 7.             | "Kids"                                    | Mika, Nick Littlemore                                   | Mika, Nick Littlemore                                            | 3:03    |  |
| 8.             | "Love You When I'm Drunk"                 | Mika, Jodi Marr                                         | Nick Littlemore, Mika                                            | 2:52    |  |
| 9.             | "Step With Me"                            | Mika, Mathieu Jomphe, Hillary Lindsey                   | Greg Wells, Mika, Nick Littlemore, Peter Mayes                   | 3:36    |  |
| 10.            | "Popular Song (featuring Ariana Grande)"  | Mika, Priscilla Renea, Mathieu Jomphe, Stephen Schwartz | Greg Wells, Mika, Nick Littlemore                                | 4:05    |  |
| 11.            | "Emily"                                   | Mika, Doriand, Jodi Marr                                | Klas Ahlund, Greg Wells                                          | 3:33    |  |
| 12.            | "Heroes"                                  | Mika, Nick Littlemore, Jack Milas, Oli Chang            | Mika, The High Highs                                             | 3:16    |  |
| 13.            | "Celebrate (featuring Pharrell Williams)" | Mika, Pharell Williams, Benjamin Garrett                | Nick Littlemore, Peter Mayes, Benjamin Garrett, Greg Wells, Mika | 3:05    |  |
| Duração total: | Duração total:                            | Duração total:                                          | Duração total:                                                   | 45:20   |  |